# NGC 359
NGC 359 este o galaxie lenticulară, posibil eliptică, situată în constelația Balena. A fost descoperită în 2 septembrie 1864 de către Albert Marth.